# 面竿竹
面竿竹（学名：Pseudosasa orthotropa）为禾本科茶秆竹属下的一个种。